# 13221 Нао
13221 Нао (13221 Nao) — астероїд головного поясу, відкритий 24 липня 1997 року.
Тіссеранів параметр щодо Юпітера — 3,323.
Названо на честь Нан'Йо (яп. なお нан'йо:)